# IF Böljan
IF Böljan Falkenberg är en fotbollsklubb i Falkenberg, bildad 1949, med ca: 20 lag i seriespel, över 400 ungdomar i åldern 7-20 och totalt över 600 aktiva spelare och ledare. IF Böljan är en av Falkenbergs kommuns största idrottsföreningar. Hemmaplan är Falcon Alkoholfri Arena för damlaget, herrarna spelar på Falkenbergs IP. Klubben är representerad av damerna i Division 1 södra. Herrarna spelar i division 4 Halland (2020).
Flest Matcher tom 2009
Damer: Diana Johansson 421, Lena Hansson (Ahlberg) 381, Lotta Westman (Paul) 330, Madeleine King 291, Åsa Stensson 266
Herrar: Lars Johansson 716, Magnus Falkehag 620, Christer Johansson 604, Hans Karlsson 512, Ulf Dahlgren 509

## Målgörare
Flest mål t.o.m. 2009, 
Damer: Lena Hansson (Ahlberg) 302, Nathalie Geeris 151, Katrin Möller 108, Jill Wegerup 99, Sandra Sölter 91 ;
Herrar: Magnus Falkehag 366, Per-Olof Nlsson 229, Ulf Dahlgren 219, Dan-Åke Nilsson 163, Allan Dahlgren 143
Notera att Nathalie Geeris uppnådde sin målskörd (151) på endast 87 matcher, en enastående prestation!

## Kända spelare från klubben
Rutger Backe fostrades i IF Böljan. Jesper Karlsson som nu spelar i AZ Alkmaar började också sin karriär i Böljan.